# 徐璁
徐璁（1467年—？），字朝器，浙江衢州府西安縣人，民籍，明朝政治人物。

## 生平
弘治二年（1489年）己酉科浙江鄉試第三十名舉人。弘治九年（1496年）中式丙辰科會試第三十名，三甲第一百三十名進士。

## 家族
曾祖徐景洋；祖父徐壽，吳江知縣；父徐讓，教諭。母陳氏。慈侍下。